# Pehr Johan Petersson
Pehr Johan Petersson, född 8 maj 1816 i Skirö socken, död 19 juni 1874 i Uppsala, var en svensk filolog och poet. 
Pehr Johan Petersson var son till bonden och riksdagsmannen Peter Pehrsson. Han blev 1832 elev vid Växjö gymnasium där han kom att influeras av Esaias Tegnér som var skolans tillsyningsman att intressera för klassiska språk. Efter dimissionsbetyg från gymnasiet i Växjö 1835 blev Pehr Johan Petersson student vid Uppsala universitet. 1837-1839 arbetade han som informator. Pehr Johan Petersson blev filosofie kandidat 1842 och filosofie magister 1842 efter att 1840 och 1842 ha disputerat med en översättning av Erik Johan Stagnelius dikt Wladimir den store till latin. Han blev 1842 docent i romersk poesi vid Uppsala universitet, arbetade 1847-1853 som adjunkt i latin vid Uppsala katedralskola och blev 1854 adjunkt i romersk litteratur vid Uppsala universitet. Pehr Johan Petersson blev våren 1859 tillförordnad och från slutet av året ordinarie professor i latinska språket och litteraturen vid Uppsala universitet.
Pehr Johan Petersson utgav 1843 diktsamlingen Sapphos klagan. Mest känd blev han för sin roll inom docentskandinavismen, den mer politiskt försiktiga riktningen inom rörelsen. Vid studentmötet i Uppsala 1843 bars han tillsammans med Erik Gustaf Geijer genom Carolina Redivivas sal. Han kom senare i konflikt med Geijer om skandinavismens syfte. Pehr Johan Petersson var även en av förgrundsgestalterna vid studentmötet i Köpenhamn 1845. Johan Ludvig Runeberg imponerades av Pehr Johan Peterssons förmåga som talare vid sitt besök i Sverige 1851.